# X Prize (фонд)
Фонд X-Prize (англ. X-Prize Foundation) — премиальный фонд поддержки революционных инноваций, направленных на улучшение жизни всего человечества. Премии присуждаются в четырёх категориях: энергетика и окружающая среда (англ. Energy&Environment), освоение окружающего пространства (англ. Exploration), образование и развитие (англ. Education&Global development), биология и медицина (англ. Life Sciences). Средства фонда поступают от частных жертвователей и корпораций.

## История
Идея фонда X-Prize возникла у бизнесмена Питера Диамандиса. Фонд был учреждён в городе Роквилл, штат Нью-Джерси. Сейчас Фонд базируется в городе Сент-Луис, штат Миссури.
- 1994 — Питер Диамандис прочитал книгу пилота Чарльза Линдберга, который в 1927 году на самолёте «Дух Сент-Луиса» впервые пересёк Атлантический океан. За осуществление этого перелёта была учреждена премия (приз Раймонда Ортейга — $25 000), которая породила дух состязания и соревновательности по обе стороны океана. Так, в результате конкурса произошёл прорыв в развитии использования авиации. У Питера появляется идея использовать данный механизм (приз — как способ стимулирования частных, не государственных, разработок в определённой области) для осуществления его мечты о путешествиях в космос.
- 1995 — Диамандис при помощи Байрона К. Лихтенберга (Byron K. Lichtenberg), Колетт М. Бевис (Colette M. Bevis) и Грега Э. Мариньяка (Gregg E. Maryniak) основал фонд X-Prize. Фонд получил начальное финансирование от Тома Роджерса (Tom Rogers) и Джона Мак-Лукаса (John McLucas). Изначально фонд располагался в Роквиле, штат Мэриленд (Rockville, Maryland). Концепция Приза была анонсирована в журнале «К звёздам» (Ad Astra Magazine), Национального Космического Общества (National Space Society).
- 1996 состоялась встреча основателей Фонда с некоторыми представителями города Сент-Луис. В частности, с Альфредом Х. Кертом (Alfred H. Kerth). Было решено, что Фонд переместится в Сент-Луис, что обеспечит финансовое обеспечение Фонда. А.Керт предложил воссоздать тот же механизм, что был реализован при создании фонда по организации транс-атлантического перелёта. Было предложено, что будет создана группа «Новый дух Сент-Луиса» (New Spirit of St.Louis Organisation), состоящая из 100 деловых лидеров города, каждый из которых внесёт по 25 000$. 18 мая 1996 в Научном центре Сент-Луиса Питер Диамандис объявил конкурс за получение Приза. Первый приз был объявлен за построение частного космического аппарата, способного доставить человека в ближний космос с использованием многоразового космического аппарата. На этом этапе главной целью X-Prize было продвижение коммерческих космических полётов, как это сделала премия Ортейга в XX веке с авиацией.
- 1998 — собраны первые $5 млн премиального фонда.
- 2004 приз «X Prize» был переименован в «Ansari X Prize».

## Руководство, участники и попечители фонда X-Prize
- Питер Диамандис — глава фонда
- Ануше Ансари — член попечительного совета

## Премии и проекты фонда
- X Prize / Ansari X Prize — Первый проект Фонда: премия $10 млн за суборбитальный полёт, выполненный частной компанией дважды в течение 2 недель на одном корабле многоразового использования. Условия конкурса объявлены 18 мая 1996. Премия была вручена 6 ноября 2004 за полет на корабле SpaceShipOne.
- X PRIZE Cup — ежегодные соревнования на Кубок X-Prize. О решении проводить соревнования было объявлено в июле 2003. Первые соревнования были проведены в октябре 2005. Однако до «гонок космических кораблей» пока дело не дошло. Сейчас это своеобразная выставка последних достижений частной космонавтики. Во время выставки также проводятся различные конкурсы, например, по созданию посадочного модуля для мягкой посадки на Луну. [http://space.xprize.org/x-prize-cup/about/ (недоступная+ссылка) ]  (недоступная ссылка с 04-09-2013 [4236 дней] — история, копия)
- Archon X-Prize for Genomics — Второй приз Фонда: премия 10 миллионов долларов США частной группе учёных, которая предложит методику, позволяющую расшифровать 100 геномов человека в течение не более чем 10 дней при стоимости не более 10 000 $ за геном. Цель проекта — создание новых лекарств, возможность на основе анализа генома человека — создать персонифицированную, прогнозирующую и профилактическую медицину, в конечном счёте преобразовывая медицинское обслуживание от реактивного до превентивного. Конкурс объявлен 4 октября 2006 года   (недоступная ссылка с 04-09-2013 [4236 дней] — история, копия)  (недоступная ссылка с 04-09-2013 [4236 дней] — история, копия), отменён в августе 2013 года[4].
- WTN X PRIZE — World Technology Network (WTN) совместно с X-Prize — виртуальный мозговой центр, включающий в себя сотни индивидуальных исследователей, сотрудников корпораций и организаций, внедряющими различные новшества науки и техники. Планируется вручать многомиллионные призы за крупные достижения, с помощью которых удастся улучшить жизнь человечества и решить самые серьёзные проблемы. Основными направлениями WTN X PRIZE планируются здравоохранение, информационные технологии, альтернативные источники энергии, экология и материальные науки, включая нанотехнологии.
- Progressive Automotive X Prize — 10 миллионов долларов США за машину, тратящую не более 1 галлона (2,35 л) бензина на 100 км пробега, и при этом автомобиль должен быть не концепт-каром, а быть готовым к серийному массовому производству. Цель конкурса — уменьшить зависимость от нефти и газа, улучшить экологию планеты.
- Google Lunar X PRIZE — 20 млн долларов первой частной компании, сумевшей до конца 2017 года отправить на спутник Земли свой луноход, который успешно совершит мягкую посадку на Луну, продвинется больше чем на 500 метров по её поверхности и передаст на Землю изображения высокого разрешения и видео. Предусмотрены дополнительные премии (до $5 млн за дополнительные успехи в проекте). Конкурс объявлен 13 сентября 2007.
- Qualcomm Tricorder X PRIZE[5] — 10 млн долларов за создание технологии, способной без участия врачей выявить одно из предложенных заболеваний. Конкурс запущен 10 января 2012.
- Global Learning XPRIZE[6] — 15 млн долларов за создание программного обеспечения, с помощью которого дети в развивающихся странах смогут обучаться чтению, письму и арифметике. Конкурс запущен 22 сентября 2014.
- Adult Literacy XPRIZE[7] — 7 млн долларов за повышение уровня грамотности взрослого населения. Конкурс объявлен 8 июня 2015.
- NRG Cosia Carbon XPRIZE[8] — 20 млн долларов за создание технологии, нивелирующей вред от выбросов углекислого газа. Конкурс объявлен 29 сентября 2015.
- Shell Ocean Discovery XPRIZE[9] — 7 млн долларов за разработку автономной системы для проведения подводных исследований на глубине четырёх километров. Конкурс объявлен 14 декабря 2015.
- IBM Watson AI X Prize[10] — 5 млн долларов за применение технологии искусственного интеллекта для решения одной из насущных проблем современности. Конкурс объявлен 17 февраля 2016.

## Отмененные премии
Archon Genomics XPRIZE был объявлен 4 октября 2006 года. Цель Archon Genomics XPRIZE заключалась в том, чтобы значительно снизить затраты и увеличить скорость секвенирования генома человека, чтобы создать новую эру персонализированной, прогнозируемой и профилактической медицины, в конечном итоге превращая медицинскую помощь от реактивной к активной. Призовой фонд в размере 10 миллионов долларов был обещан первой команде, которая сможет построить устройство и использовать его для организации последовательности 100 геномов человека в течение 10 дней или менее, с точностью не более одной ошибки на каждые 100 000 оснований, точно покрывающими не менее 98 % генома, и с периодической стоимостью не более 1000 долларов США на один геном.
Если несколько команд одновременно попытаются взять участие, и более чем одна команда выполнит все критерии, тогда команды были бы ранжированы в соответствии с временем завершения. Не более трёх команд были бы оценены и разделили бы премию следующим образом: 7,5 млн долл. США победителю и 2,5 млн долл. США участнику, занявшему второе место, при условии успеха сразу двух команд, или 7 млн. — 2 млн. и 1 млн долл. США, при условии трёх.
Фактические события соревнований изначально планировались два раза в год, при этом все подходящие команды давали возможность совершить попытку, начиная точно в то же время, что и другие команды. Это было изменено на один конкурс, запланированный на 5 сентября 2013 года до 1 октября 2013 года, который был отменён 22 августа 2013 года. Обоснование изменения было озвучено генеральным директором: "Сегодня компании могут сделать это менее чем за 5000 долларов США за геном, через несколько дней или меньше — и быстро продвигаются к целям, которые мы поставили для премии. По этой причине мы решили отменить XPRIZE впервые.

## Интересные факты
- Фонд X Prize является одним из постоянных спонсоров фонда Мафусаила, вручающего премии за успех в области борьбы со старением

## Внешние источники
- Официальный сайт фонда

## Сноски и примечания
1. ↑  The X PRIZE Heritage | X PRIZE Foundation. Web.archive.org. Дата обращения: 31 января 2012. Архивировано 28 июля 2010 года.
2. ↑  Nonprofit Explorer: Research Tax-Exempt Organizations
3. ↑  https://www.xprize.org/about/people
4. ↑  Outpaced by Innovation: Canceling an XPRIZE. Huffington Post. 22 августа 2013. Архивировано 25 августа 2013. Дата обращения: 9 марта 2016.
5. ↑  Qualcomm Tricorder X PRIZE - Overview. Архивировано 4 февраля 2016. Дата обращения: 28 июля 2016.
6. ↑  Global Learning X PRIZE - Overview. Архивировано 18 августа 2016. Дата обращения: 28 июля 2016.
7. ↑  Adult Literacy XPRIZE - Schedule. Архивировано 11 июня 2015. Дата обращения: 28 июля 2016.
8. ↑  New $20 Million XPRIZE Aims to Tackle CO2 Emissions From Fossil Fuels. X Prize. 29 сентября 2015. Архивировано 27 декабря 2015. Дата обращения: 9 марта 2016.
9. ↑  Shell и XPrize запустили конкурс по созданию подводного робота. N+1. 15 декабря 2015. Архивировано 22 декабря 2015. Дата обращения: 16 декабря 2015.
10. ↑  TED 2016: $5m AI X Prize announced at conference. BBC. 17 февраля 2016. Архивировано 11 марта 2016. Дата обращения: 9 марта 2016.
11. ↑  Peter Diamandis (22 августа 2013). Outpaced by Innovation: Canceling an XPRIZE. Huffington Post. Архивировано 25 августа 2013. Дата обращения: 9 марта 2016.